# The Chair
The Chair es una película estadounidense de terror, suspenso y crimen de 2016, dirigida por Chad Ferrin, escrita por Erin Kohut y Peter Simeti, musicalizada por Douglas Edward, en la fotografía estuvo Christian Janss y los protagonistas son Bill Oberst Jr., Roddy Piper y Noah Hathaway, entre otros. El filme fue producido por Alterna Comics, Crappy World Films y Girls and Corpses Magazine; se estrenó el 22 de abril de 2016.

## Sinopsis
Un hombre inocente condenado a la pena capital es testigo de homicidios brutales, estos son realizados por el despiadado director de la cárcel. Para sobrevivir tendrá que ser igual de cruel que su entorno.